# Telmatoscopus volvistyla
Telmatoscopus volvistyla és una espècie d'insecte dípter pertanyent a la família dels psicòdids.

## Descripció
- Mascle: mida gran; color marró fosc; sutura interocular suaument arquejada; front amb una àrea triangular pilosa; palp núm. 2 molt més llarg que el 3 i el 4; fèmur més curt que la tíbia; edeagus tubular; antenes d'1,47 mm de longitud; ales de 2,32 mm de llargària i 1,12 d'amplada.
- La femella no ha estat encara descrita.[3]

## Distribució geogràfica
Es troba a Indonèsia: Papua Occidental.